# Haplolabida trajectata
Haplolabida trajectata là một loài bướm đêm trong họ Geometridae.